# Aphis papillosa
Aphis papillosa är en insektsart som beskrevs av Mier Durante, Nieto Nafría och Ortego 2003. Aphis papillosa ingår i släktet Aphis och familjen långrörsbladlöss. Inga underarter finns listade i Catalogue of Life.